# CS Mureșul Târgu Mureș (handbal feminin)
Clubul Sportiv Mureșul Târgu Mureș a fost o echipă de handbal feminin a clubului cu același nume înființat la Târgu Mureș, în anul 1959, sub denumirea de Clubul Sportiv Orășenesc Târgu Mureș. Echipa își desfășura meciurile de pe teren propriu în sala Sala Sporturilor din oraș.

## Istoric
În anii 1940 și 1950 handbalul era cel mai popular sport din Târgu Mureș după fotbal, în oraș funcționând după război Progresul Târgu Mureș, o echipă feminină de handbal în 11 jucătoare antrenată de Árpád Kamenitzky. Această echipă a câștigat mai multe titluri naționale la handbal în 11 și a format coloana vertebrală a selecționatei României care a devenit campioană mondială în 1956.
În 1958 a fost înființat și campionatul național de handbal în 7 jucătoare, acesta fiind organizat în paralel cu cel în 11 jucătoare până în 1963, când ultimul a fost desființat. Echipa orașului, Mureșul Târgu Mureș, antrenată tot de profesorul Kamenitzky, a câștigat în 1959 titlul național la handbal în 11, atât la senioare cât și la junioare.
Echipa de handbal în 7 a Mureșului Târgu Mureș a fost înființată tot în 1959, mai întâi la categoria junioare. Sub comanda lui Árpád Kamenitzky, echipa de junioare a câștigat Cupa „Sportul Popular”, în 1960. În 1965, echipa de senioare s-a clasat pe locul al III-lea la Cupa de Iarnă, principala competiție de sală de la acea vreme, când campionatul național se desfășura pe terenuri de sport. Anul următor, antrenată tot de profesorul Kamenitzky, echipa a terminat pe locul al III-lea în campionatul național.
În 1968, Mureșul Târgu Mureș a retrogradat în Categoria B a campionatului republican, de unde a promovat din nou în 1970, după ce a câștigat Seria a II-a a diviziei secunde. În 1973, Rozália Soós, handbalistă a echipei, a făcut parte din selecționata națională a României care a obținut medalia de argint la Campionatul Mondial din RSF Iugoslavia.
În sezonul 1975–1976, profesorul László Kulcsár a fost numit antrenor al echipei, fiind înlocuit cu Vilmos Helwig în 1978. În toată această perioadă echipa s-a clasat constant în subsolul clasamentului, pe locurile 8–10, însă situația s-a schimbat în ediția 1979–1980, când László Kulcsár a revenit la comandă și Mureșul Târgu Mureș a câștigat medalia de argint în campionatul republican. Anul următor, Mureșul a câștigat medalia de bronz în aceeași competiție.
În anii care au urmat, echipa s-a clasat din nou mai jos de mijlocul clasamentului, iar în 1985 a fost numit antrenor Eugen Bartha, care câștigase numeroase titluri naționale cu CS Știința Bacău. Tot în 1985, echipa a fost redenumită Mureșul IMATEX Târgu Mureș.
În 1987, avându-l pe Bartha antrenor principal și pe Bálint Szabó (cunoscut ca Valentin Pop) antrenor secund, Mureșul IMATEX a câștigat Cupa României și s-a clasat pe locul al doilea în campionatul național. Eugen Bartha a decedat de cancer în același an, iar la conducerea băncii tehnice a fost numit Gheorghe Ionescu, antrenor care a reușit să obțină singurul titlu național din istoria echipei, în 1988. Tot în acel an, cuplul Gheorghe Ionescu–Bálint Szabó a câștigat și Cupa României.
În vara anului 1988, Bálint Szabó a devenit antrenor principal, iar CS Mureșul Târgu Mureș s-a clasat pe locul al doilea în campionatul național și a ajuns până în semifinalele Cupei Campionilor Europeni, fiind învinsă de Spartak Kiev.
După 1990, situația financiară a întregului sport mureșean s-a înrăutățit, acest lucru afectând și Mureșul Târgu Mureș, care a terminat ediția 1989-1990 pe locul 10, iar în 1990-1991 a retrogradat și s-a desființat.
De-a lungul timpului, numeroase handbaliste ale Mureșului Târgu Mureș au fost convocate la echipa națională a României și au jucat în diverse competiții importante. În anul 1986, nu mai puțin de trei (Angela Bloj, Éva Gál-Mózsi și Eszter László) au luat parte la Campionatul Mondial din Țările de Jos. În luna martie 2013, Asociația Județeană de Handbal Mureș și Asociația Județeană pentru Sport și Tineret Mureș au organizat un turneu memorial în amintirea antrenorilor și jucătorilor de handbal mureșeni decedați, printre care: Árpád Kamenitzky, Vilmos Hellwig, Eugen (Jenő) Bartha și Bálint Szabó (Valentin Pop). La turneu au participat șase echipe, dintre care două din Ungaria.
În ianuarie 2020, la inițiativa unor jurnaliști sportivi și cu sprijinul unor sponsori, la Târgu-Mureș a organizată o întâlnire a fostelor handbaliste și oficialilor echipei de handbal responsabili pentru medaliile și trofeele câștigate în anii 1980.

## Palmares

### Competiții interne
- Campionatul republican (handbal în 11):[4]
  -  Locul III: 1959, 1961

- Campionatul republican categoria A feminin:[5][7][10]
  -  Locul I: 1988
  -  Locul II: 1980, 1987, 1989
  -  Locul III: 1966, 1981

- Cupa de Iarnă:[5]
  - Locul III: 1965

- Cupa României:[7][10]
  -  Câștigătoare: 1987, 1988
  - Locul III: 1979

- Cupa Campionilor Europeni:
  - Semifinalistă: 1989

## Handbaliste notabile
- Rozália Soós
- Éva Gál-Mózsi
- Angela Bloj-Ciobotă
- Eszter Mátéfi
- Magda Pereș
- Maria Dorgó-Buciuman
- Zita Biró
- Ana Man

## Antrenori notabili
| Perioadă  | Antrenor principal | Antrenor secund | Disciplină    |
| --------- | ------------------ | --------------- | ------------- |
| 0–1961    | Árpád Kamenitzky   |                 | handbal în 11 |
| 1959–1975 | Árpád Kamenitzky   |                 | handbal în 7  |
| 1975–1979 | László Kulcsár     |                 | handbal în 7  |
| 1979–1980 | Vilmos Helwig      |                 | handbal în 7  |
| 1980–1985 | László Kulcsár     | Virgil Boțan    | handbal în 7  |
| 1985–1987 | Eugen Bartha       | Bálint Szabó    | handbal în 7  |
| 1987–1988 | Gheorghe Ionescu   | Bálint Szabó    | handbal în 7  |
| 1988–1991 | Bálint Szabó       |                 | handbal în 7  |